# Stichopogon aequetinctus
Stichopogon aequetinctus là một loài ruồi trong họ Asilidae. Stichopogon aequetinctus được Becker miêu tả năm 1910. Loài này phân bố ở vùng Cổ Bắc giới và nhiệt đới châu Phi.